# Сонет 153
Сонет 153 (англ. Sonnet 153) — один из 154 сонетов, написанных Уильямом Шекспиром и впервые опубликованных в 1609 году. Дата написания неизвестна, существуют разные гипотезы на этот счёт. Результаты компьютерного анализа показывают, что сонеты со 127-го по 154-й были написаны в начале 1590-х годов, но не все исследователи с этим согласны. Возможно, Шекспир редактировал все сонеты до момента их публикации.
Предположительно первое издание не было авторизованным. Тем не менее начиная с 1711 года сонеты публикуются в той же последовательности, и учёные на основе изначальной нумерации раскрывают историю любовного треугольника, которая служит подтекстом для всего цикла.
153-й сонет — одно из двух завершающих произведений цикла. Он, как и 154-й сонет, представляет собой вариацию на тему эпиграммы Мариана Схоластика, впервые опубликованной в 1494 году (на языке оригинала). Латинский перевод увидел свет в 1603 году, причём известно, что он был в библиотеке Бена Джонсона. Есть мнение, что 154-й сонет — более ранняя редакция 153-го, включённая в первое собрание сонетов по ошибке.
Как почти все сонеты Шекспира (кроме 145-го), 153-й сонет написан пятистопным ямбом.